# أليسون واترس
أليسون واترس (بالإنجليزية: Alison Waters) هي لاعبة الاسكواش بريطانية، ولدت في 19 مارس 1984 في لندن في المملكة المتحدة.

## وصلات خارجية
- أليسون واترس على موقع الاتحاد الدولي لمحترفي الاسكواش (مؤرشف) (الإنجليزية)
- أليسون واترس على موقع SquashInfo.com (الإنجليزية)
- أليسون واترس على موقع اتحاد ألعاب الكومنولث (مؤرشف) (الإنجليزية)
- أليسون واترس على موقع اتحاد ألعاب الكومنولث (مؤرشف) (الإنجليزية)
- أليسون واترس على موقع دورة ألعاب الكومنولث 2006 (مؤرشف) (الإنجليزية)